# Wojna na wyczerpanie
Wojna na wyczerpanie – strategia militarna, w której jedna ze stron konfliktu zbrojnego doprowadza drugą stronę do upadku przez stałą eliminację jej personelu, sprzętu wojskowego i zasobów gospodarczych.
Strategia wojny na wyczerpanie mniej skupia się bezpośrednio na osiągnięciu strategicznych celów wojny, lecz raczej na ich pośrednim osiąganiu przez stałe wyczerpywanie zasobów przeciwnika. Często wykorzystuje wojnę partyzancką (zasadzki, rajdy i podobne działania, przez mniejsze atakujące grupy wojsk), często celowo biorąc na cel ludność cywilną. Skupia się na ustawicznym redukowaniu niezbędnych do prowadzenia wojny zasobów przeciwnika, do poziomu w którym ten nie jest dłużej w stanie stawiać oporu, w mniejszym zaś zakresie na zajmowaniu miast i baz wojskowych przeciwnika.
Klasycznym przykładem wojny na wyczerpanie, była I wojna światowa zwłaszcza na froncie zachodnim, w której obie strony konfliktu przyjęły tę strategię, co doprowadziło do ogromnej liczby ofiar śmiertelnych, bez osiągania konkretnych celów strategicznych. Podczas II wojny światowej charakter wojny na wyczerpanie przyjeły walki na i wokół Guadalcanalu (w wielu aspektach cała wojna na Pacyfiku miała charakter wojny na wyczerpanie), w czasach najnowszych zaś wojna domowa w Syrii i rosyjskie działania podczas wojny na Ukrainie.
Według starożytnego chińskiego myśliciela Sun Zi – autora klasycznego dzieła „Sztuka wojny”  – wojna na wyczerpanie, powinna być unikana, gdyż ta strategia wymyka się klasycznym pryncypiom, zgodnie z którymi do zwycięstwa prowadzą manewr, zaskoczenie i koncentracja sił.